# Margarita Levieva
Margarita Vladimirovna Levieva (em russo:  Маргарита Владимировна Левиева) (Leningrado, 9 de fevereiro de 1980) é uma atriz estadunidense. Ficou mais conhecida por atuar em The Invisible, Adventureland, Spread e na série americana de grande sucesso Revenge.

## Biografia
Aos três anos de idade começou um rigoroso programa de treinamento de uma ginasta rítmica. Aos onze anos de idade, a mãe de Levieva mudou-se com ela e seu irmão gêmeo para Sheepshead Bay, no Brooklyn, em Nova York.
Como membro do time russo de ginástica rítmica, Levieva começou a treinar para os próximos treze anos, vencedora de concursos na Rússia e, finalmente, passou a competir nos Estados Unidos depois de emigrar.
Cursou o ensino médio em Secaucus, Nova Jersey, se formou em economia na Universidade de Nova York e trabalhou como uma compradora de moda. Seu interesse em continuar atuando a levou a ser aceita no Programa de Formação Meisner no William Esper Studio.

## Carreira
Levieva fez uma aparição em Law & Order: Trial by Jury, em 2005. Naquele ano, New York Magazine apresentou-a como uma das 50 pessoas mais bonitas, em Nova York. Em 2006, ela estrelou a série da Fox, "Vanished".
Levieva faturou ótimos créditos como atriz atuando em The Invisible, um filme independente "Billy's, Choise e ‘Noise’ por Tim Robbins, Bridget Moynahan, e William Hurt. Em 2009, Levieva foi inserida na comédia Adventureland. No mesmo ano, ela fez uma aparição no drama da NBC Kings (no episódio "First Night"), e estrelou a peça The Retributionists. Recentemente atuou no filme traduzido para "Jogando com Prazer" e na série Revenge, como Amanda Clarke (Emily Thorne).

## Vida pessoal
Esteve em um relacionamento amoroso com o ator Sebastian Stan de 2014 até meados 2016.

## Filmografia

### Filmes
| Ano  | Titulo                      | Papel                 | Notas |
| ---- | --------------------------- | --------------------- | ----- |
| 2005 | English                     |                       | Áudio |
| 2007 | David's Apartment           | Deedee                |       |
| 2007 | The Invisible               | Annie Newton          |       |
| 2007 | Salted Nuts                 | Alyssa                |       |
| 2007 | Noise                       | Ekaterina Filippovna  |       |
| 2009 | Spread                      | Heather               |       |
| 2009 | Adventureland               | Lisa P.               |       |
| 2011 | The Lincoln Lawyer          | Regina 'Reggie' Campo |       |
| 2011 | The Stand Up                | Veronica              |       |
| 2012 | For Ellen                   | Claire Taylor         |       |
| 2013 | Knights of Badassdom        | Beth                  |       |
| 2013 | Sweating in the Night       | Diane                 |       |
| 2014 | Skoryy Moskva-Rossiya       | Mila                  |       |
| 2014 | The Loft                    | Vicky Fry             |       |
| 2015 | The Diary of a Teenage Girl | Tabatha               |       |
| 2015 | Sleeping with Other People  | Hannah                |       |
| 2015 | Boys I Used to Babysit      | Alice                 |       |
| 2017 | It Happened in L.A.         | Ingrid                |       |
| 2018 | Future World                | Lei                   |       |
| 2018 | Inherit the Viper           | Josie Riley           |       |

### Televisão
| Ano       | Título                     | Personagem                   | Nota                             |
| --------- | -------------------------- | ---------------------------- | -------------------------------- |
| 2005      | N.Y.-70                    | Cindy                        | Piloto que não foi ao ar         |
| 2005      | Law & Order: Trial by Jury | Stephanie Davis              | Episodio "Skeleton" (1ª temp)    |
| 2006      | The Prince                 | Isabelle                     | Piloto que não foi ao ar         |
| 2006      | What's Not to Love?        | Blake                        | Piloto que não foi ao ar         |
| 2006      | Vanished                   | Marcy Collins                | 13 episódios                     |
| 2009      | Kings                      | Claudia                      | Episodio "First Night" (1ª temp) |
| 2010–2011 | How to Make It in America  | Julie                        | Papel recorrente                 |
| 2011–2013 | Revenge                    | Amanda Clarke / Emily Thorne | Papel recorrente                 |
| 2013–2016 | The Blacklist              | Gina Zanetakos               | Papel recorrente                 |
| 2015      | Allegiance                 | Natalie O'Connor             | Principal                        |
| 2016–2019 | We Bare Bears              | Yana                         | 2 episódios                      |
| 2017–2019 | The Deuce                  | Abby Parker                  | Principal                        |
| 2022      | In From the Cold           | Jenny Franklin               | Principal                        |
| 2022      | Litvinenko                 | Marina Litvinenko            | Principal                        |
| 2024      | The Acolyte                | Mãe Koril                    | 3 episódios                      |
| 2025      | Daredevil: Born Again      | Heather Glenn                | Pós-produção                     |

### Vídeo clipes
| Ano  | Título      | Artista         | Personagem     | Notas                                                            |
| ---- | ----------- | --------------- | -------------- | ---------------------------------------------------------------- |
| 2016 | "Fire Away" | Chris Stapleton | Sheriff's wife | Vídeo musical do ano no Country Music Association Awards de 2016 |